# Търново (община Битоля)
Вижте пояснителната страница за други значения на Търново.
Търново (на македонска литературна норма: Трново; на арумънски: Tãrnuva; на гръцки: Τύρνοβο) е село в община Битоля на Северна Македония. Селото традиционно има влашко население.

## География
Разположено е на 960 m надморска височика в североизточните падини на планината Баба в областта Пелагония, на 11 km западно от Битоля. Селото почти се е сляло с разположеното на запад също влашко село Магарево.

## История
За името на селото съществува следната легенда: преди много години един селянин със своето магаре пренасял с кошове тръни; кошовете се преобърнали и претърколили – мястото, където останало магарето го кръстили Магарево, а мястото, където се изтърколили кошовете – Търново.
„...потеглихме къмъ Търново и Мегарово, села на западъ отъ Битола и нѣщо 6 км. отдалечени. И двѣтѣ сѫ почти чисто аромѫнски села съ около 6500 души жители. Поради високото разположение на сѣверния наклонъ на Перистери и поради здравия климатъ тукъ сѫ се прѣселили и около 40 мухамедано-албански фамилии; тукъ посѣщаватъ и много хора, които сѫ страдали отъ трѣска. Тѣзи двѣ села сѫ раздѣлени чрѣзъ една рѣкичка и не правятъ такова впечатление, както Невеска и Крушево, които, разбира се, сѫ несравненно по-хубаво разположени; но, при все това, тѣ сѫ доста хубави, иматъ послани улици, прѣкрасни кѫщи и хубави черкви. Въ Търново има и единъ манастиръ съ добъръ приютъ за болни. Въ мегаровската черква има сѫщата рѫчна работа, но е груба, макаръ и да се твърди, че била изработена отъ сѫщия майсторъ.
Учителя Буня и неговата жена сѫ хора любезни и много гостоприемни, тѣ ми помагаха даже и въ моята работа.“
Според Йован Трифуноски Търново първоначално е било славянско. Най-ранните сведения за него са от първата половина на XVII век. През втората половина на XVIII век се заселват албанци мюсюлмани, последвани скоро от власи и  православни албанци. Власите са от района на Москополе, Грамос и Клисура, а православните албанци - от Корчанско.
През ΧΙΧ век Търново е голямо и богато село в Битолска кааза на Османската империя. В селото функционира добре уредено гръцко училище, в което от 1847 година до 1849 година преподава Константин Миладинов. Традиционно жителите му се занимават с абаджийство.
В 1854 година е изградена църквата „Успение Богородично“, която пострадва през Първата световна война и е възстановена през 30-те години на XX век. През 1864 година с румънска подкрепа Димитри Атанасеску открива в родната си къща в Търново първото арумънско училище в Македония. Част от жителите на Търново остават в лоното на елинизма. Жителите на Търново и Мегарово пишат на патриарха и на гръцкото консулство в Битоля:
| „ | Вярно е, че един развален език, наречен влашки, който е смесица от различни диалекти, все още се говори от нас. Но това е бебешки език и с времето се изоставя, тъй като всичките ни деца, и момчета и момичета, се посвещават на ученето на гръцки. Всички тук сме цивилизовани от гръцкия език и го използваме в нашите търговски сделки. Затова желанието ни към него се увеличава с увеличаването на усилията на чужди сили да доведат до политическото ни и религиозно разделение. Усилията на чужденците, които са изпратени при нас от Влашко, никога няма да постигнат целта си... | “ |

Александър Синве ("Les Grecs de l’Empire Ottoman. Etude Statistique et Ethnographique"), който се основава на гръцки данни, в 1878 година пише, че в Турновон (Tournovon) живеят 2800 гърци. В „Етнография на вилаетите Адрианопол, Монастир и Салоника“, издадена в Константинопол в 1878 година и отразяваща статистиката на населението от 1873 година, Магарово, Търново и Чончополи (Magarovo, Tirnovo et Tchontchopoli) са посочени заедно като населявани от 3000 власи и 500 албанци. Според статистиката на Васил Кънчов („Македония. Етнография и статистика“) от 1900 година Търново има 2450 жители, от тях 2400 са власи християни, а останалите 50 арнаути мохамедани.
На Етнографската карта на Битолския вилает на Картографския институт в София от 1901 година Търново е чисто влашко (цинцарско) село в Битолската каза на Битолския санджак с 338 къщи.
По данни на секретаря на Българската екзархия Димитър Мишев („La Macédoine et sa Population Chrétienne“) в 1905 година в Търново има 1920 власи и работят две гръцки и едно румънско училище.
Румънеещите се къщи в селото пострадват в 1905 година от нападения на гръцки андартски чети.
При избухването на Балканската война в 1912 година 3 души от селото са доброволци в Македоно-одринското опълчение.
По време на българското управление на Вардарска Македония през Първата световна война Търново е център на община в Битолска селска околия на Битолски окръг и има 1735 жители. Селото пострадва по време войната, тъй като през 1916 година фронтовата линия минава непосредствено до него. Жителите са изселени от българските власти, а къщите са разрушени от френската артилерия.
В 1961 година селото има 292 жители.
Според преброяването от 2002 година селото има 278 жители самоопределили се както следва:
| Националност     | Всичко |
| северномакедонци | 146    |
| албанци          | 82     |
| турци            | 0      |
| роми             | 0      |
| власи            | 48     |
| сърби            | 1      |
| бошняци          | 0      |
| други            | 1      |

На 30 юли се провеждат Търновските срещи на бежанците от Егейска Македония.
Най-много изселници от Търново има в Битоля, Скопие, презокеанските земи и Европа.

## Личности
Родени в Търново
- Атанасиос Скипитарис, гръцки агент (трети клас) на гръцка андартска чета в Македония[20]
- Димитри Атанасеску (1836 – 1907), арумънски просветен деец
- Димитриос Цапанос (1883 – ?), гръцки поет и андартски капитан[21]
- Иоанис Калицас или Калицис, гръцки агент (трети клас) на гръцка андартска чета в Македония[22]
- Йоан Чюли (1862 – 1926), арумънски географ и политик
- Кръсто Жогов, български революционер от ВМОРО, четник на Кочо Цонков[23]
- Мария Паза, гръцка агент (втори клас) на гръцка андартска чета в Македония[24]
- Михали Николеску (1835 – 1865), арумънски поет
- Наум Висарис, гръцки агент (трети клас) на гръцка андартска чета в Македония[25]
- Нафи Сулеймани (1918), югославски партизанин и деец на НОВМ
- Перикле Пучеря, арумънски активист
- Перикъл Джогов (1874 – 1952), виден български лекар
- Петрос Кирязис (1878 – 1925), гръцки просветен деец и поет[26]
- Сотир Джогов (1890 – ?), македоно-одрински опълченец, 1 рота на 4 битолска дружина, ранен в Междусъюзническата война на 20 юни 1913 година, носител на орден „За храброст“ IV степен[27]
- Спиридон Цапос или Цапу, гръцки андартски капитан[28]
- Теохари Милитари (1861 – 1929), кмет на град Черна вода
- Тоша Анастасиевич (1851 – 1895), сръбски актьор
- Янаки Щерьов (1865 – ?), български революционер от ВМОРО

Починали в Търново
- Алекси Спасов Попов, български военен деец, подполковник, загинал през Първата световна война[29]
- Васил Иванов Василев, български военен деец, подпоручик, загинал през Първата световна война[30]
- Васил Цанев (Цанов) Кръстев, български военен деец, капитан, загинал през Първата световна война[31]
- Пано Георгиев Калъмски, български военен деец, поручик, загинал през Първата световна война[32]
- Прокопи Господинов Дамянов, български военен деец, поручик, загинал през Първата световна война[33]

Други
- Амалия Примджанова, българска просветна деятелка и революционерка, по произход от Търново
- Йоан Михаил, зограф от XIX век, преселен в Търново